# Hubert Houben
Hubert Houben   (Goch, 24 de febrer de 1898 - Krefeld, 9 de novembre de 1956) va ser un atleta alemany, especialista en curses de velocitat, que va competir durant la dècada de 1920.
Houben va jugar al futbol i va practicar la gimnàstica i la natació abans de dedicar-se a l'atletisme. El 16 d'agost de 1924 va guanyar la cursa dels 100 metres en un meeting entre Alemanya i els Estats Units, derrotant els campions olímpics Loren Murchison i Charley Paddock. No va poder disputar els Jocs Olímpics de 1924 perquè a Alemanya se li prohibí la participació pel seu paper durant la Primera Guerra Mundial. El 1928 va prendre part en els Jocs Olímpics d'Amsterdam, on va disputar dues proves del programa d'atletisme. Va guanyar la medalla de plata en els 4x100 metres relleus, formant equip amb Georg Lammers, Richard Corts i Helmut Körnig. En els 100 metres quedà eliminat en sèries.
Durant la seva carrera, Houben va guanyar 9 campionats nacionals dels 100 metres i va establir 10 rècords mundials i 14 d'europeus. Posteriorment, en retirar-se de la pràctica atlètica, va treballar a la banca, de periodista esportiu i com funcionari de l'ajuntament, alhora que va dirigir la seva botiga de material esporti. Va morir a causa d'un càncer de gola als 58 anys. El Hubert-Houben-Arena de Krefeld i el Hubert-Houben-Stadium de Goch porten el seu nom.

## Millors marques
- 100 metres llisos. 10.4" (1927) Rècord del món
- 200 metres llisos. 21.8" (1928)
- 4x100 metres llisos. 40.8" (1928) Rècord del món[1][2]